# 国連防災世界会議
国連防災世界会議（こくれんぼうさいせかいかいぎ、英: World Conference on Disaster Risk Reduction、略称 : WCDRR）とは、国際的な防災戦略について議論する国際連合主催の会議。開催事務局は、国連総会の決定により、国連組織である国連防災機関 (UNDRR)(2019年までは国連国際防災戦略事務局)が務めている。およそ10年ごとに開かれ、国連加盟のほぼすべての国が参加して、各国が取り組むべき防災や減災対策の指針について話し合う。
第1回と第2回の英称では Risk が入っておらず、略称もWCDRだった。

## 概要
1989年に開催された第44回国連総会において、1990年から1999年までの10年間を、「国際防災の10年」とすることを採択。その中間年にあたる1994年に横浜市で初の国連防災世界会議が開催された。1999年の第54回国連総会では、「国際防災の10年」を継承する、新しい「国際防災戦略」活動を開始することを採択。以降も、その中間年に国連防災会議を継続して開催し、これまでの10年の成果や課題について議論し、次の10年に向けた国際的な防災に関する枠組を策定してゆくこととなった。
第3回会議からは、これまでの実務者級会合から首脳級会議へと格上げされる。

## 開催地
| 回 | 開催期間             | 開催都市 | 参加者                                    | 参加者                                       | 策定・発表   | 策定・発表 |
| 回 | 開催期間             | 開催都市 | 【国連主催】 国・国際機関・ NGO・報道機関 | 【国連以外主催】 一般公開事業・ シンポジウム | 行動指針     | 政治宣言   |
| -- | -------------------- | -------- | ----------------------------------------- | -------------------------------------------- | ------------ | ---------- |
| 1  | 1994年5月23日 - 27日 | 横浜市   | 147ヶ国（2,400人）                        |                                              | 横浜戦略     |            |
| 2  | 2005年1月18日 - 22日 | 神戸市   | 168ヶ国（4,000人）                        | 04万0016人                                   | 兵庫行動枠組 | 兵庫宣言   |
| 3  | 2015年3月14日 - 18日 | 仙台市   | 187ヶ国（6,500人）                        | 15万6082人                                   | 仙台防災枠組 | 仙台宣言   |

## これまでの会議

### 第1回WCDR
1994年（平成6年）5月23日（月） - 27日（金）にかけて、神奈川県横浜市の横浜みなとみらい21にて開催。会場は、同年4月25日に落成したパシフィコ横浜・国立大ホールを初めとする横浜国際平和会議場（パシフィコ横浜）。
自然災害の防止とその備え、減災に関するガイドラインとして「より安全な世界に向けての横浜戦略（以下、横浜戦略）」を採択した。

### 第2回WCDR
2005年（平成17年）1月18日（火） - 22日（土）にかけて、兵庫県神戸市の神戸コンベンションコンプレックスにて開催。開会日は、1995年（平成7年）1月17日に発生した兵庫県南部地震（阪神・淡路大震災）から10年と1日後。
「横浜戦略」の見直しとその完結、その後10年（2005年 - 2015年）の防災に関する施策のガイドラインについて議論され、「兵庫行動枠組」等が策定された。
なお、2007年（平成19年）10月、国連国際防災戦略事務局（UNISDR）の駐日事務所である「UNISDR兵庫事務所」が兵庫県神戸市に開設された。
| 都市         | 会場                 | 備考                                          |
| ------------ | -------------------- | --------------------------------------------- |
| 兵庫県神戸市 | 神戸ポートピアホテル | 全体会議、分科会 ほか                         |
| 兵庫県神戸市 | 神戸国際会議場       | 地元関係シンポジウム ほか                     |
| 兵庫県神戸市 | 神戸国際展示場       | NGOの拠点、防災展示、防災技術展、ポスター展示 |

### 第3回WCDRR
2015年（平成27年）3月14日（土） - 18日（水）にかけて、宮城県仙台市の（開業前の）仙台市地下鉄東西線・国際センター駅周辺を中心に仙台市都心部複数会場ほかにて開催。開会日は、2011年（平成23年）3月11日に発生した東北地方太平洋沖地震（東日本大震災）から4年と3日後。
国連に加盟する187ヶ国（約6,500人）が出席し、シンポジウム等の関連イベントには延べ15万人以上が参加。日本で開催された国際会議としては、過去最大規模のものとなった。
「兵庫行動枠組」の見直しと、その後15年（2016年 - 2030年）の防災に関するガイドラインについて議論され、災害による死亡率や被災者数の削減目標を盛り込んだ「仙台防災枠組」等が策定された。
期間中の3月14日、サイクロン・パムの直撃を受けたバヌアツのロンズデール大統領が、出席中の当会議の場で国際社会からの支援を訴えた。また、3月17日には当会議に出席中のバヌアツ、サモア、クック諸島の各代表が揃って記者会見し、国際的な支援を訴えた。なお、東京電力福島第一原子力発電所事故や原子力災害に関する議論が少ないことに、参加者の一部から批判が出た。
期間中に催行された無料の被災地公式視察（スタディツアー）では、被災3県の津波被災地や福島第一原子力発電所の視察のほか、岩手・宮城内陸地震被災地、東北大学、学校（中学校・特別支援学校）や民間での防災教育、福島県の食の安全に対する取り組みなどを視察するツアーも用意された。また、東北地方の情報発信として、歓迎レセプション、東北6県の文化・物産の紹介（東北おもてなしセンターほか）、有料のエクスカーション（東北6県の観光地）なども用意された。
期間中には一般公開事業として、青森・岩手・宮城・福島の4県でシンポジウム（パブリック・フォーラム）やセミナーが約400件開催され、夢メッセみやぎでの防災産業展、勾当台公園での「防災ひろば」「国際交流ひろば」、仙台フィルハーモニー管弦楽団の復興支援活動を紹介する記念演奏会など様々開催された。
| 都市             | 会場                                                    | 備考                                     |
| ---------------- | ------------------------------------------------------- | ---------------------------------------- |
| 宮城県仙台市     | 仙台国際センター（会議棟・展示棟）                      | 本体会議                                 |
| 宮城県仙台市     | 東北大学百周年記念会館川内萩ホール                      | 東日本大震災総合フォーラム、ポスター展示 |
| 宮城県仙台市     | 東北大学川内北キャンパス（ホール、講義室A棟-C棟）       | 会議、ブース展示、世界の防災展           |
| 宮城県仙台市     | 仙台市博物館                                            | 東北おもてなしセンター                   |
| 宮城県仙台市     | 仙台市民会館（大・小ホール、会議室1-7、B1F）            | 会議、ブース展示、世界の防災展           |
| 宮城県仙台市     | せんだいメディアテーク（4F以外全館）                    | 会議、ブース展示、セッション             |
| 宮城県仙台市     | 東京エレクトロンホール宮城（大ホール、会議室4F・6F）    | 会議、ポスター展示、世界の防災展         |
| 宮城県仙台市     | エル・パーク仙台（ホール1-2）                           | 会議、女性と防災に関するテーマ館         |
| 宮城県仙台市     | TKPガーデンシティ仙台勾当台（会議室1-7）                | 会議                                     |
| 宮城県仙台市     | 勾当台公園、仙台市役所本庁舎前庭                        | 防災ひろば、国際交流ひろば               |
| 宮城県仙台市     | 仙台市市民活動サポートセンター（ホール1-2、研修室ほか） | 会議、市民協働と防災に関するテーマ館     |
| 宮城県仙台市     | 仙台市情報産業プラザ（ホール、会議室）                  | 会議、ブース展示、世界の防災展           |
| 宮城県仙台市     | TKPガーデンシティ仙台（ホール21F・30F）                 | 会議                                     |
| 宮城県仙台市     | 仙台市シルバーセンター（ホール、研修室1-2）             | 会議、ブース展示、世界の防災展           |
| 宮城県仙台市     | 東北大学片平さくらホール                                | 会議                                     |
| 宮城県仙台市     | 夢メッセみやぎ                                          | 防災産業展 in 仙台                       |
| 青森県八戸市     | 八戸グランドホテル                                      | 会議                                     |
| 岩手県一関市     | ベリーノホテル一関                                      | 会議                                     |
| 岩手県陸前高田市 | 陸前高田市コミュニティホール                            | 会議                                     |
| 宮城県石巻市     | 石巻専修大学                                            | 会議                                     |
| 宮城県多賀城市   | 多賀城市文化センター                                    | セミナー                                 |
| 福島県福島市     | ホテル辰巳屋                                            | 会議                                     |
| 福島県福島市     | コラッセふくしま                                        | 会議                                     |